# جولي مونرو
جولي مونرو (بالإنجليزية: Julie Monroe)‏ هي مونتيرة أمريكية، ولدت في القرن العشرين.

## وصلات خارجية
- جولي مونرو على موقع IMDb (الإنجليزية)
- جولي مونرو على موقع ألو سيني (الفرنسية)
- جولي مونرو على موقع أول موفي (الإنجليزية)
- جولي مونرو على موقع قاعدة بيانات الأفلام السويدية (السويدية)
- جولي مونرو على موقع قاعدة بيانات الفيلم (الإنجليزية)
- جولي مونرو على موقع كينوبويسك (الروسية)